# マシーン・ヘッド
マシーン・ヘッド（Machine Head）は、アメリカ合衆国出身のヘヴィメタル・バンド。
元「ヴァイオレンス」のロブ・フリンを主宰に結成。1990年代のグルーヴ・メタルにおける中心として実績を残した。

## スタイル
楽曲の特徴としては5分前後、もしくはそれ以上にわたるものが多くみられる。2011年発売予定のアルバムに先駆けメンバーのロブ・フリンは以下のようにコメントしている。「俺たちは6分以下の曲はなかなか書けないらしい。だけどMACHINE HEADはラジオやTVのために曲を書いてるんじゃない。俺たちのため。自分で進む道を決めたメタルヘッドのため。音楽こそ全てというメタルヘッドのために書いてるんだ。」

## 活動歴

### 初期（結成 - 1996年）

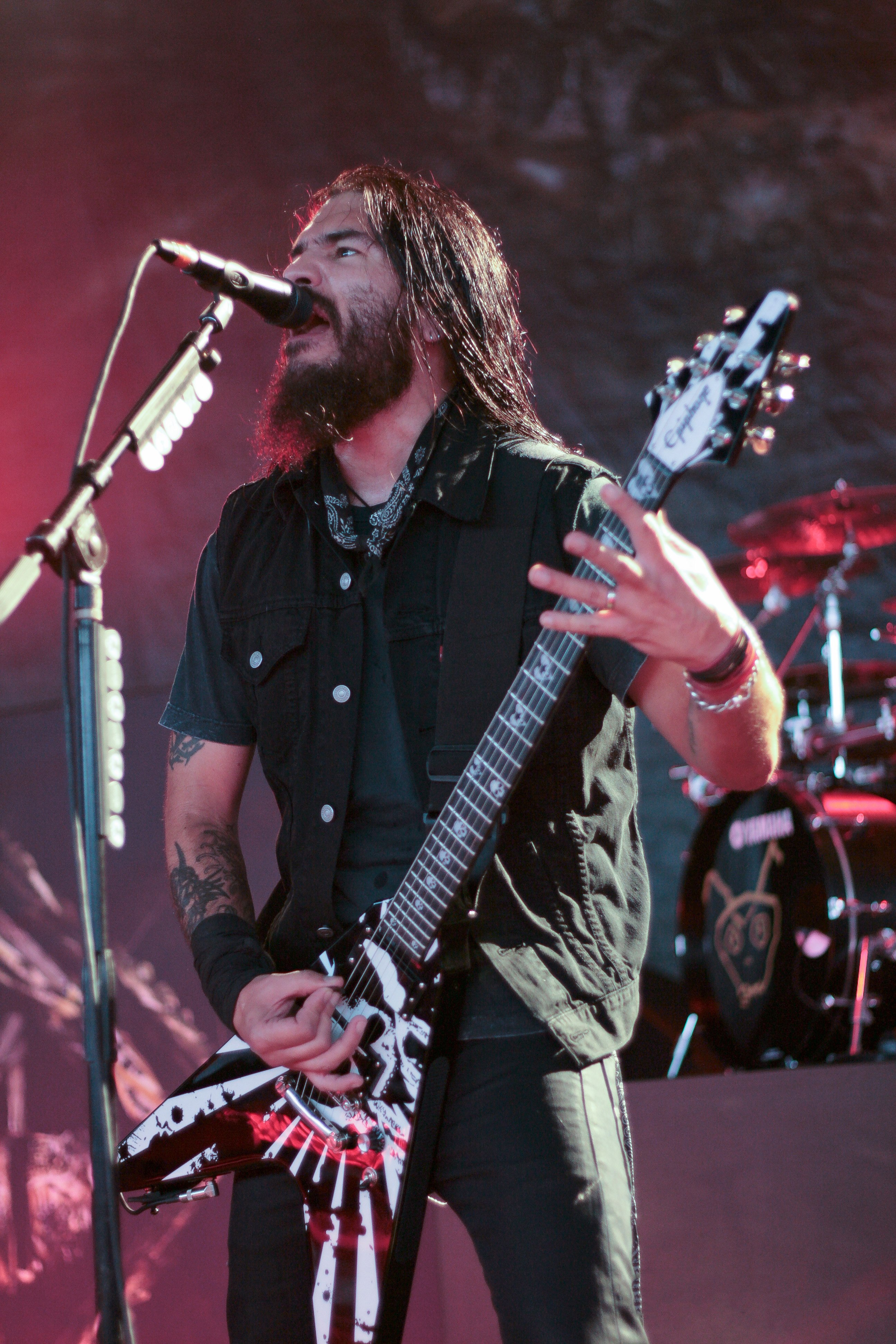
創設者ロブ・フリン (2011年)

バンドは1991年にギターボーカルのロブ・フリンが、当時ギタリストとして在籍していたスラッシュメタル・バンド「ヴァイオレンス」から音楽性の違いで脱退し、ベーシストのアダム・デュース、ギタリストのローガン・メイダー、ドラマーのトニー・コスタンザを集め、この4人で結成したのが始まりである。
その後バンドは地元のライブハウスなどでのライブや、バンド自らでプロモーション活動するなど地道な活動をしていく。そんな中バンドが制作した初のデモ音源がロードランナー・レコードの手に渡りバンドはついにレーベル契約をすることとなる。
デビューアルバムを制作することになったバンドはカリフォルニアのスタジオに入ることになったが、直後にドラマーのトニー・コスタンザが脱退してしまう。しかし新たにクリス・コントスを迎え入れまたアルバム制作に取り掛かる。
そしてコリン・リチャードソンのプロデュースのもと制作された1stアルバム『Burn My Eyes(バーン・マイ・アイズ)』はついに1994年8月9日にリリースされる。
このスラッシュかつヘヴィなアルバムは、当時世を席巻していたグルーヴ・メタルの中でも非常に高い評価得ることとなり、ついにはスレイヤーなどとのツアーもこなすなどして世界にその名を轟かせて行くこととなる。
その後バンドはドラマーのクリス・コントスを解雇する。そしてセイクレッド・ライクのメンバーであったデイヴ・マクレインを新加入させ、またもドラマーを交代することになったが、難なくツアーを続けライブパフォーマンスでも人気を高めていく。

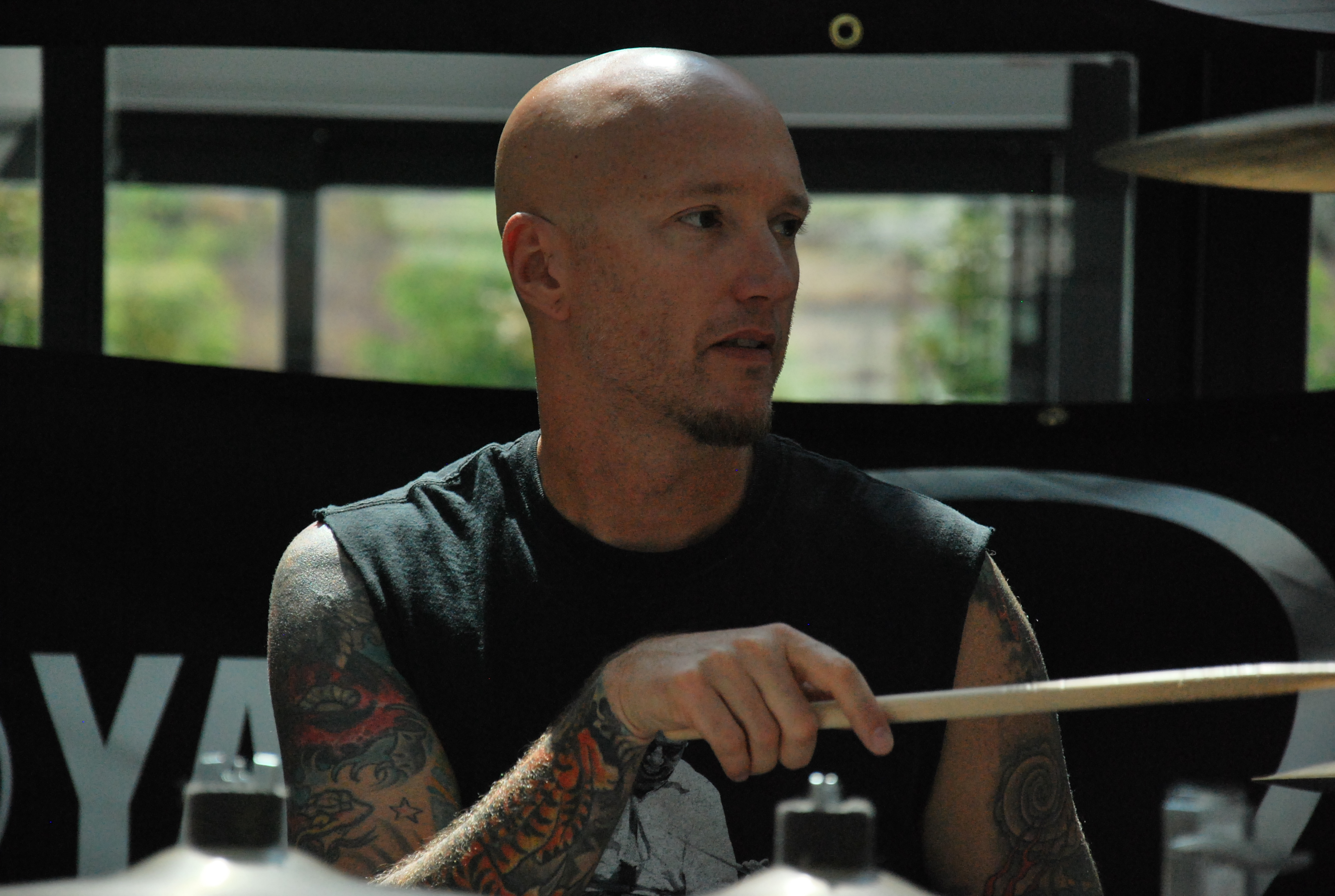
デイヴ・マクレイン(Dr) (2010年)

### 中期（1997年 - 2002年）
約1年半にも及んだ長いツアーを終了後、バンドは新たにアルバムを制作するためにスタジオ入りし、再びコリン・リチャードソンをプロデューサーに迎えての2ndアルバム『The More Things Change...(ザ・モア・シングス・チェンジ...)』を完成させる。
1997年3月25日に発売されたこのアルバムは前アルバムよりもさらにヘヴィな面を押し出した作品となり、ビルボードアルバムチャートにおいても138位を記録。そのままバンドはとどまることなくアメリカの代表的なロック・フェスティバルであるオズフェストにも参戦し、さらにバンドの地位を高めていく。
そんな矢先、今度はロブ・フリンと共にギタリストの片腕としてバンドの核を担ってきたオリジナルメンバーのローガン・メイダーが脱退してしまう。しかしバンドは何とか新ギタリストのアールー・ラスター加入させ、ツアーをこなしていく。
またも長期に及ぶツアーを終えたバンドはアルバム制作に取り掛かり、1999年8月10日に3rdアルバム『Burning Red(バーニング・レッド)』を発表。
新たな方向性を目指しコーンやスリップノットなどで知られるロス・ロビンソンをプロデューサーに迎えたこのアルバムは、それまでのアルバムに見られたスラッシュメタルのテイストは影を潜め、ラップ調のボーカルを取り入れるという大胆な方向転換を見せる。ビルボードアルバムチャートではバンド最高位である88位を記録したものの、音楽性だけでなく容姿までもが変化してしまった。
ツアー終えたバンドは、今度は新たにジョニー・Kをプロデューサーに次のアルバムを制作し始め、そして完成した4thアルバム『Supercharger(スーパーチャージャー)』を2001年10月2日にリリース。このアルバムもまたもや前回のアルバムの路線を引き継いだものとなった。
さらに不幸なことに同アルバムからのシングル曲である「Crashing Around You」のミュージック・ビデオを制作するもビルが崩壊するという描写があったこのビデオは、数週間前に起こったアメリカ同時多発テロ事件の影響で国民を配慮しメディアの露出に規制がかかっていた時期と重なってしまい、このビデオも同様に放送できなくなってしまう。そのため十分なアルバムのプロモーションが出来なくなっていたバンドは、ロードランナー・レコードをも離れるという事態になった。
アメリカ国内での活動を制限せざるを得ない状況にあったバンドだったが、それでもヨーロッパを中心にツアーするなど精力的に活動していた。しかしツアー中、今度はギタリストのアールー・ラスターが脱退という状況になってしまう。そしてバンドはツアーを続けるため、かつてロブ・フリンとヴァイオレンスでプレーしていたフィル・デンメルを一時的にサポートギタリストとして迎えてツアー続けていった。
ロードランナーとの契約上アルバムをあと一枚リリースすることになっていたバンドは初のライブアルバム『Hellalive(ヘルアライブ)』をリリースし、契約完了ということでレーベルを脱退することになる。

### 近年（2003年 - 現在）

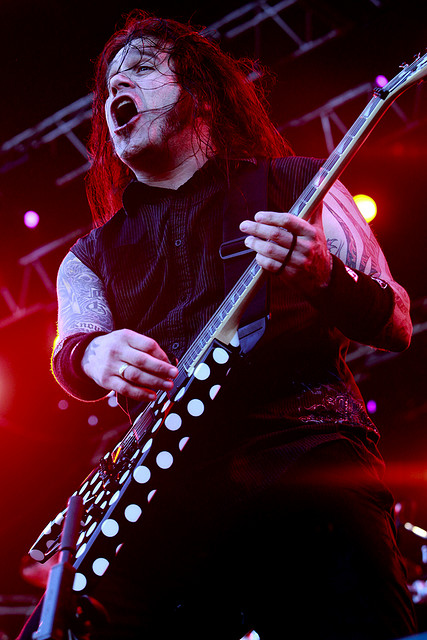
フィル・デンメル(G) (2009年)

ツアー終了後ギタリストのフィル・デンメルが家族の元へ帰ってしまったため、3人で曲作りを行っていたが間もなくフィル・デンメルが正式に加入し、また4人で活動を再開した。
アメリカ国内以外のロードランナーと契約した彼らは2003年10月27日、初のセルフプロデュースで制作された5thアルバム『Through the Ashes of Empires(スルー・ジ・アッシュズ・オブ・エンパイアーズ)』をヨーロッパでリリース。かつての路線へ回帰したこのアルバムはヨーロッパにとどまらず全世界から絶賛された。
多大な評価受けていたこのアルバムはもちろんアメリカでも絶賛され、完全に勢いを取り戻したバンドはロードランナー(US)を含む複数のレーベルやレコード会社からオファーを受けたが、最終的には前回と同様にロードランナーと契約を結ぶことになった。契約を果たしたバンドは2004年にはついにこのアルバムのアメリカでのリリースが決定。長く待たされたこのアルバムはボーナストラック付で発売されビルボードアルバムチャートでは88位を記録する。中でもこのアルバム屈指のシングル曲である「Imperium」のミュージックビデオがMTVでヘヴィローテーションされ、さらにバンドの名を知らしめることになった。その後もバンドは休むことなく世界各国のフェスティバルへの参加やツアーでのライブパフォーマンスで完全復活を見せつけた。
バンドは長期に及んだツアーの終了後早速アルバム制作に取りかかり、2007年3月27日に6thアルバム『The Blackening(ザ・ブラッケニング)』をリリース。前作から4年という歳月を経て満を持してのリリースとなった本作はビルボードアルバムチャートにおいては初登場53位というバンド史上最高位を記録し、さらにその他いくつかのヨーロッパ諸国では20位以内にランクインするなどその人気と知名度はさらに上昇する。
現在でも世界各国のツアーやイギリスのロック専門誌Kerrang!が企画したアイアン・メイデンのトリビュートアルバム『Maiden Heaven: A Tribute to Iron Maiden』へ参加し「Hallowed Be Thy Name」をカバーし提供するなど休まず活動している。
日本でも2007年には日本唯一のメタルフェスであるLOUD PARKへ参加しライブを見せると、続く2008年3月8日にはShibuya O-EASTにて行われた実に8年ぶりの単独来日公演でもライブを見せた。さらに10月のスリップノットとのカップリングツアーで東京、大阪、名古屋、仙台の四都市を回りツアーを敢行すると、2年連続でLOUD PARKにも参加している。
2011年、7thアルバム『Unto the Locust』をリリース。
2013年2月、バンド側はベーシストのアダム・デュースを解雇する。アダムはその後バンドに対し訴訟を起こすが、バンド側の勝利で結審している。
2013年6月、元SANCTITYのフロントマンのジャレッド・マクエイカーンを後任ベーシストとして迎える。
2014年11月、8thアルバム『BLOODSTONE & DIAMONDS』をリリース。
2015年「Evening with Machine Head」と銘打つワールドツアーを開催。7月には来日し、東京・大阪・名古屋の三都市を回るツアーを行った。東京公演はロブ・フリンが耳の病気により到着が遅れたため、3日後に延期になった。
2018年、4年ぶりの9thアルバム『Catharsis』をリリース。同7月に来日公演を開催。同秋、フィル・デンメルとデイヴ・マクレインが脱退。
2024年2月、ヴァツワフ・"ヴォッグ"・キウティカ（ギター）が自身のSNSを通じて脱退を発表。

## メンバー
※2024年2月時点 

### 現ラインナップ
- Robb Flynn (ロブ・フリン) - ボーカル/ギター (1992−現在) - カリフォルニア州オークランド出身。バンドの中心人物。
- Jared MacEachern (ジャレッド・マクエイカーン) - ベース (2013−現在)
- Matt Alston (マット・アルストン) - ドラムス/パーカッション (2019−現在)

### 旧メンバー
- Logan Mader (ローガン・メイダー) - ギター (1992–1997)
- Tony Costanza (トニー・コスタンザ) - ドラムス (1992–1994)
- Adam Duce (アダム・デュース) -  (1992–2013)
- Chris Kontos (クリス・コントス) - ドラムス (1994–1995) - 2023年、フォビドゥンに加入
- Dave McClain (デイヴ・マクレイン) - ドラムス (1995–2018) - セイクレッド・ライクに復帰
- Ahrue Luster (アールー・ラスター) - ギター (1999–2001) - イル・ニーニョに移籍 (現在は脱退)
- Phil Demmel (フィル・デンメル) - ギター (2003–2018)
- Wacław "Vogg" Kiełtyka (ヴァツワフ・"ヴォッグ"・キウティカ) - リードギター/バッキングボーカル (2019−2024)

## ディスコグラフィー

### アルバム
| 発売日          | タイトル                     | レーベル               | Billboard 200 最高位 |
| 1994年 8月9日   | Burn My Eyes                 | Roadrunner             |                      |
| 1997年 3月25日  | The More Things Change...    | Roadrunner             | #138                 |
| 1999年 8月10日  | The Burning Red              | Roadrunner             | #88                  |
| 2001年 10月2日  | Supercharger                 | Roadrunner             | #115                 |
| 2003年 10月27日 | Through the Ashes of Empires | Roadrunner             | #88                  |
| 2007年 3月27日  | The Blackening               | Roadrunner             | #54                  |
| 2011年 9月26日  | Unto the Locust              | Roadrunner             | #54                  |
| 2014年 11月10日 | Bloodstone & Diamonds        | Nuclear Blast          | #21                  |
| 2018年 1月24日  | Catharsis                    | Nuclear Blast          | #65                  |
| 2022年 8月26日  | ØF KINGDØM AND CRØWN         | Nuclear Blast Imperium |                      |